# Polygonum bolanderi
Polygonum bolanderi là một loài thực vật có hoa trong họ Rau răm. Loài này được W.H. Brewer miêu tả khoa học đầu tiên năm 1872.